# Agia Marina Chrysochous
Agia Marina Chrysochous (in greco Αγία Μαρίνα Χρυσοχούς?) è una comunità (in greco κοινότητα?, koinótita) situata nel distretto di Paphos di Cipro.

## Geografia fisica
Agia Marina Chrysochous è sita 14 km a nord-est di Polis Chrysochous. Si trova ad un'altitudine di 455 metri sul livello del mare. Confina a nord con Pomos e Nea Dimmata, a est con Livadi di Paphos e a sud con Gialia. La parte occidentale del suo territorio arriva alla costa.
Agia Marina Chrysochous fa parte dell'insediamento costiero di Kato Gialia.

## Origini del nome
Il paese fu chiamato Agia Marina in onore della santa omonima. Secondo la tradizione, un tempo nella zona si diffuse la peste. Gli abitanti ritennero che la scomparsa della malattia fosse dovuta ad Agia Marina.
Il villaggio è conosciuto come Agia Marina Chrysochous, per distinguersi dagli altri insediamenti omonimi di Cipro.

## Storia
L'originaria ubicazione del villaggio era nei pressi del bosco della zona, nei pressi dell'antica chiesa di Agia Marina. Alla fine dell'occupazione britannica, gli inglesi decisero di spostare il villaggio per proteggere la foresta e gli animali. Essi crearono nuovi appezzamenti di terreno nell'area forestale, che vendettero a basso prezzo ai residenti di Agia Marina. Fu così creato l'insediamento della comunità nella sua attuale ubicazione. Lo stesso è avvenuto con il vicino villaggio di Livadi. L'amministrazione britannica di Cipro trasferì gli abitanti del villaggio nella zona di Morfou, costruendo una casa per ogni famiglia. Questi abitanti hanno crearono il quartiere  di Morfou chiamato "Neo Livadi" ("Nuovo Prato"). Tuttavia, alcuni residenti non vollero stabilirsi a Neo Livadi e si trasferirono al mare edificando le loro abitazioni ad Agia Marina Chrysochous.

## Società

### Evoluzione demografica
Secondo i censimenti della popolazione effettuati a Cipro, la popolazione della comunità ha mostrato fluttuazioni negli anni.

## Economia

### Agricoltura
Il territorio del villaggio comprende boschi e pianure costiere. Nella foresta della zona vivono cinghiali, lepri, pernici e altri animali. Nella zona si coltivano ortaggi, cereali, agrumi, frutta e piante da allevamento. La spiaggia comunitaria si estende per una lunghezza di 2,5 km.

## Monumenti e luoghi di interesse

### Architetture religiose
Nella comunità sono presenti le seguenti chiese:
- Chiesa di Agia Marina. È un edificio del 1959.[6]
- Cappella di Agia Marina. Essa è l'antica chiesa di Agia Marina, edificata nel 1890. Oggi è una cappella. Si trova nel vecchio insediamento.[4]

## Sport

### Calcio
Agia Marina è sede del Finikas Agia Marina Chrysochous, squadra di calcio che ha giocato nel campionato di categoria C di Cipro. La squadra gioca allo Stadio Comunitario Euripide ad Agia Marina Chrysochous. Attiguo allo stadio c'è un campo da calcetto al coperto.